# Gorka Izagirre
Gorka Izagirre Insausti (Ormaiztegi, 7 oktober 1987) is een Spaans voormalig wegwielrenner en veldrijder. Izagirre is de oudere broer van Jon Izagirre, die eveneens wielrenner is, en de zoon van oud-veldrijder José Ramon Izaguirre.

## Carrière
Izagirre was eerder in zijn carrière gespecialiseerd in het veldrijden, zo werd hij in 2003 nationaal kampioen bij de nieuwelingen. Later stapte hij over naar de weg. In 2017 won hij de achtste etappe in de Ronde van Italië, vijf jaar nadat zijn broer in diezelfde koers een etappe had gewonnen. Een jaar later, in 2018, werd hij Spaans kampioen op de weg. Voor het seizoen van 2024 maakte hij de overstap naar Cofidis wat er voor zorgde dat hij in dezelfde ploeg reed als zijn broer Jon.
Hij nam in 2021 deel aan de Olympische Zomerspelen 2020. Hij finishte als 23e op de wegwedstrijd.

## Veldrijden

### Palmares
| Seizoen   | Wereldbeker | WK       | EK       | SK       | Overige  | Totaal aantal zeges |          |
| Junioren  | Junioren    | Junioren | Junioren | Junioren | Junioren | Junioren            | Junioren |
| --------- | ----------- | -------- | -------- | -------- | -------- | ------------------- | -------- |
| 2003-2004 |             | 51e      |          |          |          | 0                   |          |
| 2004-2005 |             | 35e      |          | 7e       |          | 0                   |          |
| Beloften  |             |          |          |          |          |                     |          |
| 2005-2006 |             |          |          | 8e       |          | 0                   |          |
| 2007-2008 |             | 23e      |          | Brons    |          | 0                   |          |
| 2006-2007 |             |          |          | 6e       |          | 0                   |          |

## Wegwielrennen

### Belangrijkste overwinningen
2010
4e etappe Ronde van Luxemburg
Prueba Villafranca de Ordizia
2012
Prueba Villafranca de Ordizia
2014
Prueba Villafranca de Ordizia
1e etappe Ronde van Spanje (ploegentijdrit)
2017
Klasika Primavera
8e etappe Ronde van Italië
2018
 Spaans kampioen op de weg, Elite
2019
Eindklassement Ronde van de Provence
2020
Gran Trittico Lombardo

### Resultaten in voornaamste wedstrijden
| Jaar | Ronde van Italië | Ronde van Frankrijk | Ronde van Spanje |
| ---- | ---------------- | ------------------- | ---------------- |
| 2010 |                  |                     |                  |
| 2011 |                  | 66e                 |                  |
| 2012 |                  | 39e                 |                  |
| 2013 |                  | opgave              |                  |
| 2014 | 83e              |                     | 37e              |
| 2015 |                  | 32e                 |                  |
| 2016 |                  | opgave              |                  |
| 2017 | 28e (1)          |                     |                  |
| 2018 |                  | 24e                 | 29e              |
| 2019 |                  | 42e                 | 53e              |
| 2020 |                  | 22e                 | 19e              |
| 2021 | 19e              |                     | 27e              |
| 2022 |                  | opgave              |                  |
| 2023 |                  | 37e                 |                  |
| 2024 |                  |                     |                  |

| Jaar | Milaan-San Remo | Gent-Wevelgem | Ronde van Vlaanderen | Parijs-Roubaix | Amstel Gold Race | Luik-Bast.‑Luik | Ronde van Lombardije | Waalse Pijl | Clásica San Sebastián | Strade Bianche |  | WK op de weg |  | Wereldranglijsten |
| ---- | --------------- | ------------- | -------------------- | -------------- | ---------------- | --------------- | -------------------- | ----------- | --------------------- | -------------- |  | ------------ |  | ----------------- |
| 2010 |                 |               | opgave               | buit.tijd      |                  |                 | opgave               |             | 50e                   |                |  |              |  |                   |
| 2011 |                 | 73e           | 62e                  | opgave         |                  |                 |                      |             |                       |                |  |              |  |                   |
| 2012 |                 | 89e           |                      |                | 69e              | opgave          |                      | opgave      | 40e                   |                |  |              |  | 168e (UWT)        |
| 2013 | 31e             |               |                      |                | opgave           | 90e             |                      | 66e         | 38e                   |                |  |              |  | 100e (UWT)        |
| 2014 |                 |               |                      |                | 66e              | 85e             |                      | 22e         |                       |                |  |              |  | 219e (UWT)        |
| 2015 |                 |               |                      |                | 58e              | 71e             |                      | 44e         |                       |                |  |              |  | 95e (UWT)         |
| 2016 |                 |               |                      |                | 74e              |                 |                      |             | 82e                   |                |  |              |  | 220e (UWT)        |
| 2017 |                 |               |                      |                |                  |                 |                      |             |                       |                |  | 107e         |  | 81e (UWT)         |
| 2018 |                 |               |                      |                | 22e              | 98e             | 81e                  | 38e         | opgave                |                |  |              |  | 58e (UWT)         |
| 2019 |                 |               |                      |                | 63e              | 33e             | 16e                  | 29e         | 4e                    |                |  | 9e           |  | 67e (UWR)         |
| 2020 | 22e             |               |                      |                |                  | 17e             |                      | 23e         |                       | 17e            |  |              |  | 82e (UWR)         |
| 2021 | 45e             |               |                      |                |                  |                 |                      |             | 20e                   | 50e            |  | 42e          |  |                   |
| 2022 |                 |               |                      |                |                  | 70e             |                      | 62e         | 30e                   |                |  |              |  |                   |
| 2023 |                 |               |                      |                | opgave           | 70e             |                      | 85e         | 26e                   |                |  |              |  |                   |
| 2024 |                 |               |                      |                | opgave           | opgave          |                      | opgave      | 60e                   |                |  |              |  |                   |

## Ploegen
- 2008 –  NGC Medical-OTC Industria Porte (stagiair vanaf 1-10)
- 2009 –  Contentpolis-Ampo
- 2010 –  Euskaltel-Euskadi
- 2011 –  Euskaltel-Euskadi
- 2012 –  Euskaltel-Euskadi
- 2013 –  Euskaltel Euskadi
- 2014 –  Movistar Team
- 2015 –  Movistar Team
- 2016 –  Movistar Team
- 2017 –  Movistar Team
- 2018 –  Bahrain-Merida
- 2019 –  Astana Pro Team
- 2020 –  Astana Pro Team
- 2021 –  Astana-Premier Tech
- 2022 –  Movistar Team
- 2023 –  Movistar Team
- 2024 –  Cofidis

Antón ·
Aramendia ·
Azanza ·
Castroviejo ·
de Lis de Andrés ·
Fernández ·
Galdós ·
Hernández ·
Intxausti ·
Isasi ·
Izagirre ·
Martínez ·
Mínguez ·
Nieve ·
Oroz ·
A. Pérez ·
R. Pérez ·
Sánchez  ·
Sesma ·
Sicard ·
Txurruka ·
Urtasun ·
Velasco ·
Verdugo
Antón ·
Aramendia ·
Astarloza ·
Azanza ·
Bilbao ·
Castroviejo ·
Cazaux ·
Fernández ·
Isasi ·
G. Izagirre ·
J. Izagirre ·
Landa ·
Martínez ·
Mínguez ·
Nieve ·
Oroz ·
A. Pérez ·
R. Pérez ·
Sánchez  ·
Sesma ·
Sicard ·
Txurruka ·
Urtasun ·
Velasco ·
Verdugo
Antón ·
Astarloza ·
Azanza ·
Bilbao ·
Cabedo ·
Cazaux ·
García ·
G. Izagirre ·
J. Izagirre ·
Landa ·
Martínez ·
Mínguez ·
Nieve ·
Oroz ·
A. Pérez ·
R. Pérez ·
Sáez de Arregui ·
Sánchez  ·
Sicard ·
Txurruka ·
Urtasun ·
Velasco ·
Verdugo
Aberasturi ·
Antón ·
Astarloza ·
Azanza ·
Bilbao ·
Bravo ·
Chaoufi (tot 12/08) ·
García ·
G. Izagirre ·
J. Izagirre ·
Kocjan ·
Landa ·
Lobato ·
Martínez ·
Mestre ·
Mínguez ·
Nieve ·
Oroz ·
Pérez ·
Radochla ·
Sáez de Arregui ·
Sánchez ·
Schulze ·
Serebrjakov (tot 06/04) ·
Sicard ·
Tamouridis ·
Txurruka ·
Urtasun ·
Verdugo ·
Vrečer
Amador · Antón · Capecchi · Castroviejo · Dowsett · Erviti · Gadret ·  Gutiérrez · Jesús Herrada · José Herrada · Intxausti · G. Izagirre · J. Izagirre · Lastras · Lobato · Malori · Moreno · Plaza · D. Quintana · N. Quintana · Rojas · Sanz · Sütterlin · Szmyd · Valverde · Ventoso · Visconti
Amador · Anacona · Antón · Capecchi · Castroviejo · Dowsett · Erviti · Fernández · Gadret · Jesús Herrada · José Herrada · Intxausti · G. Izagirre · J. Izagirre · Lastras · Lobato · Malori · Moreno · D. Quintana · N. Quintana · Rojas · Sanz · Soler · Sutherland · Sütterlin · Valverde · Ventoso · Visconti
Amador · Anacona · Arcas · Betancur · Castroviejo   · Dowsett · Erviti · Fernández · Jesús Herrada · José Herrada · G. Izagirre · J. Izagirre · Lobato · Malori · D. Moreno · J. Moreno · Oliveira · Pedrero · D. Quintana · N. Quintana · Rojas · Soler · Sutherland · Sütterlin · Valverde · Ventoso · Visconti  · Carapaz (stagiair)
Amador · Anacona · Arcas · Barbero · Bennati · Betancur · Bico · Carapaz · Carretero · Castroviejo   · de la Parte · Dowsett · Erviti · Fernández · Jesús Herrada · José Herrada · Izagirre · Malori · Moreno · Oliveira · Pedrero · D. Quintana · N. Quintana · Rojas · Soler · Sutherland · Sütterlin · Valverde
Agnoli · Arashiro · Boaro · Bole · Bonifazio · Božič · Colbrelli · Feng · García · Gasparotto · Haussler · G. Izagirre · J. Izagirre · Koren · Mohorič · Navardauskas · A. Nibali · V. Nibali · Novak · Padoen · Pellizotti · Per · Pernsteiner · Pibernik · Pozzovivo · Siwtsow · Visconti · Wang
Ballerini · Bilbao · Bïjigitov · Boaro · Bohórquez · Cataldo · Contreras · Cort · De Vreese · Fominykh · Fraile · Fuglsang · Gïdïç · Gregaard · Groezdev · Hirt · Houle · G. Izagirre · J. Izagirre · Kudus · Loetsenko · López · Natarov · Sánchez · Stalnov · Villella · Zacharov · Zejts
Aranburu · Bïjigitov · Boaro · Bohórquez · Contreras · De Vreese · Felline · Fominykh · Fraile · Fuglsang · Gïdïç · Gregaard · Groezdev · Houle · G. Izagirre · J. Izagirre · Kudus · Loetsenko · López · Martinelli · Natarov · Pronskïÿ · Rodríguez · Sánchez · Stalnov · Tejada · Vlasov · Zacharov
Aranburu · Battistella · Boaro · Broesenski · Contreras · de Bod · Fjodorov · Felline · Fraile · Fuglsang · Gïdïç · Gregaard · Groezdev · Houle · G. Izagirre · J. Izagirre · Kudus · Loetsenko · Martinelli · Natarov · Perry · Piccolo tot 31 mei · Pronskïÿ · Rodríguez · Romo · Sánchez · Sobrero · Stalnov · Tejada · Vlasov · Zacharov
Aranburu · Arcas · Barta · Elosegui · Erviti · García · González · Hollmann · Izagirre · Jacobs · Jorgenson · Kanter · Lazkano · E. Mas · L. Mas · Mühlberger · Norsgaard · Oliveira · Pedrero · Rangel Costa · Rodríguez · Rojas · Rubio · Samitier · Serrano · Sosa · Torres · Valverde · Verona
Aranburu · Arcas · Barta · Erviti · García · Gaviria · González · Guerreiro · Hollmann · Izagirre · Jacobs · Jorgenson · Kanter · Lazkano · E. Mas · L. Mas · Mühlberger · Norsgaard · Oliveira · Pedrero · Rangel Costa · Rodríguez · Rojas · Romeo · Rubio · Samitier · Serrano · Sosa · Torres · Verona
Allegaert · Aniołkowski · Champion · Coquard · De Gendt · Debeaumarché · Elissonde · Fernández · Finé · Fretin · Geschke · Gougeard · Hermans · Herrada · G. Izagirre · J. Izagirre · Knight · Lastra · Mahoudo · Mariault · Martin · Noppe · Oldani · Perez · Renard · Robeet · Thomas · Toumire · Wood · Zingle · Coppens (stagiair) · Gruszczynski (stagiair) · Larmet (stagiair)